# Pietro Calvi (sous-marin, 1935)
Pour les articles homonymes, voir Pietro Calvi (sous-marin).
Le Pietro Calvi (fanion « CV ») est un sous-marin océanique italien, navire de tête de la classe Calvi construit à la fin des années 1930 pour la Marine royale italienne.
Le nom du sous-marin est un hommage à Pietro Calvi (1817-1855), patriote italien, martyr de Belfiore.

## Conception et description
La classe Calvi était une version améliorée et élargie des précédents croiseurs sous-marins de la classe Balilla. Ils ont déplacé 1 549 tonnes en surface et 2 061 tonnes en immersion. Les sous-marins mesuraient 84,3 mètres de long, avaient une largeur de 7,7 mètres et un tirant d'eau de 5,2 mètres. Ils avaient une profondeur de plongée opérationnelle de 90 mètres,. Leur équipage comptait 77 officiers et soldats.
Pour la navigation de surface, les sous-marins étaient propulsés par deux moteurs diesel de 2 200 chevaux-vapeur (1 641 kW), chacun entraînant un arbre d'hélice. En immersion, chaque hélice était entraînée par un moteur électrique de 900 chevaux-vapeur (671 kW). Ils pouvaient atteindre 16,8 nœuds (31,1 km/h) en surface et 7,4 nœuds (13,7 km/h) sous l'eau. En surface, la classe Calvi avait une autonomie de 11 400 milles nautiques (21 100 km) à 8 noeuds (15 km/h); en immersion, ils avaient une autonomie de 120 milles nautiques (220 km) à 3 noeuds (5,6 km/h).
Les sous-marins étaient armés de huit tubes lance-torpilles de 53,3 centimètres (21 pouces), quatre à la proue et quatre à la poupe, pour lesquels ils transportaient un total de 16 torpilles. Ils étaient également armés d'une paire de canons de pont de 120 millimètres (4,7 pouces), un à l'avant et un à l'arrière de la tour de commandement (kiosque, pour le combat en surface. Leur armement anti-aérien consistait en deux supports de mitrailleuses de 13,2 mm.

## Construction et mise en service
Le Pietro Calvi est construit par le chantier naval Odero-Terni-Orlando (OTO) de La Spezia en Italie, et mis sur cale le 20 juillet 1932. Il est lancé le 31 mars 1935 et est achevé et mis en service le 16 octobre 1935. Il est commissionné le même jour dans la Regia Marina.

## Histoire du service

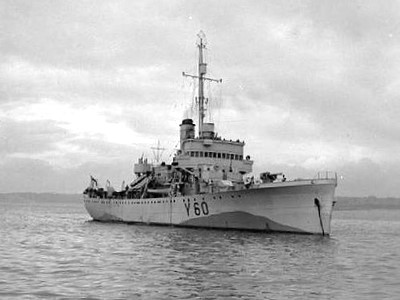
Le HMS Lulworth à l'ancre.

Une fois en service en 1935, le sous-marin Pietro Calvi a été affecté à la IIe escadrille de sous-marins (I Flottiglia) basée à La Spezia, qu'il a formée avec les navires-jumeaux (sister ship)  Finzi et Tazzoli et l'ancien Fieramosca. Cependant, il était fréquemment déployé dans des bases autres que celle de La Spezia.
En 1936, le sous-marin a effectué une croisière de l'Italie à Tripoli.
Le Calvi, sous le commandement du capitaine de corvette Alberto Beretta, a participé en secret à la guerre civile d'Espagne, au cours de laquelle, le 12 janvier 1937, il a bombardé les installations portuaires de Valence avec son canon de pont.
En 1938, le sous-marin a été transféré au XVe escadron de sous-marins (I Grupsom de La Spezia) et l'année suivante au XIIe escadron de sous-marins.
Au début de la Seconde Guerre mondiale, il est l'un des premiers sous-marins italiens à être envoyé dans l'Atlantique. Sous le commandement du capitaine de corvette Giuseppe Caridi, il quitte La Spezia le 3 juillet 1940, traverse le détroit de Gibraltar dans la nuit du 8 au 9 juillet et, longeant l'Afrique du Nord en surface, se positionne au large des côtes de Madère où il effectue sa première mission de guerre, qui comprend également la pénétration du port de Funchal à des fins d'exploration, sans toutefois apercevoir de navires ennemis. Entreprenant la navigation de retour, le Calvi traverse à nouveau le détroit de Gibraltar dans la nuit du 1er au 2 août et s'amarre à La Spezia le 6 du même mois.
Le 27 septembre 1940, avec la constitution de la base de Betasom à Bordeaux, le Calvi repart pour l'Atlantique et traverse le détroit de Gibraltar le 1er octobre, mais lors de la traversée, il tombe à 143 mètres (43 mètres au-dessus de la profondeur d'essai) à cause des courants insidieux du détroit, le sous-marin en sort cependant indemne,. En se dirigeant vers sa zone d'embuscade, le sous-marin a été envoyé à la recherche d'un important convoi, repéré et signalé par le sous-marin Glauco à environ 200 milles nautiques (370 km) au nord-ouest du cap Finisterre. Après avoir navigué pendant dix jours dans ces eaux sans avoir vu aucun navire, le Calvi a mis le cap sur Bordeaux, atteignant sa nouvelle base le 23 octobre.
Le 3 décembre, il quitte Bordeaux pour tendre une embuscade au large de l'Irlande et le 20 décembre, il obtient son premier succès à la position géographique de 54° 30′ N, 18° 30′ O, après une violente collision, il coule le vapeur britannique armé Carlton (5 162 tonneaux), un navire isolé du convoi OB 260. Le Carlton avait attaqué le Calvi, en surface, avec ses propres mitrailleuses, mais le sous-marin avait réagi en plongeant et en torpillant, à deux heures de l'après-midi, le navire marchand, qui coula (tout l'équipage de 35 hommes avait quitté le navire sur deux canots de sauvetage, mais l'un chavira avec la mort de tous les occupants et quand l'autre fut retrouvé 18 jours plus tard, les survivants n'étaient plus que quatre). Le 26 décembre, le Calvi a attaqué à la torpille, dans des conditions de mer difficiles, un transport estimé à 10 000 tonneaux: une explosion a été entendue, mais il n'y a pas de confirmation de naufrage ou d'avarie.
En avril 1941, le sous-marin effectue une autre mission au cours de laquelle il effectue deux attaques infructueuses et repère des navires à plusieurs reprises, mais retourne à la base le 13 mai sans avoir eu de succès.
Le 7 décembre 1941 - entre-temps, le capitaine de corvette Emilio Olivieri a pris le commandement du sous-marin. Le Calvi est envoyé pour récupérer les survivants du navire allemand Phyton, opération qu'il mena à bien avec d'autres sous-marins italiens (dont son sister ship le Tazzoli') et allemands.
Le 7 mars 1942, une nouvelle mission sous le commandement du capitaine de corvette Emilio Olivieri débute. D'une durée de 52 jours, cette mission est la plus fructueuse du Calvi. En effet, trois pétroliers et deux cargos sont coulés, pour plus de 29 000 tonneaux. Après une première attaque infructueuse contre le grand vapeur anglais Huntingdon (10 946 tonneaux), le 29 mars est en effet coulé, à la position géographique de 27° 15′ N, 49° 15′ O, le vapeur britannique Tredinnick (4 589 tonneaux), qui emporte avec lui tout l'équipage de 46 hommes,,,. Le 31 mars, à trois heures de l'après-midi, le Calvi aperçoit à la position géographique de 6° 29′ N, 44° 58′ E le pétrolier américain T. C. McCobb (7 452 tonneaux), naviguant sur un cap de 340°. A 21h05, le sous-marin émerge et ouvre le feu contre le McCobb, qui tente de s'échapper avec un cap à 290°, tandis que le canon arrière du Calvi est contraint de cesser le feu à cause de la mer agitée. A 22h52, le sous-marin italien a repris le feu avec le canon arrière de 6 800 mètres. A 23h15, le navire américain, touché par dix obus, a arrêté les moteurs qui continuaient à tourner à faible vitesse sur 350° et a descendu quatre canots de sauvetage, tandis que le Calvi réduisait la cadence de tir. À 23 h 33, le Calvi a lancé une première torpille par les tubes de proue qui ont frappé le pétrolier sur le pont, à 23 h 47, une deuxième torpille a été lancée par les tubes de poupe qui ont frappé la cheminée, à 23h59 et à 00h07 le 1er avril, deux autres torpilles ont suivi, lancées respectivement par la poupe et la proue, toutes deux frappant entre le pont et la cheminée. Bien qu'il ait reçu quatre torpilles et qu'il ait été fortement mis sur la touche, le McCobb a exigé que deux autres torpilles soient tirées (une à 00h16, à partir des tubes de poupe, qui ont touché l'endroit où les deux torpilles précédentes avaient touché, et une autre à partir de la proue, à 00h28, qui a touché sans exploser) avant de couler par l'arrière, en s'envolant de la proue, à 1h15 du matin le 1er avril, à la position géographique de 7° 19′ N, 45° 44′ O. Le pétrolier a été le premier navire américain à être coulé par des unités italiennes; sur son équipage, 24 hommes sont morts et 15 ont été sauvés quelques jours après le naufrage. Entre les 8 et 9 avril, le Calvi a aperçu le pétrolier américain Eugene V. R. Thayer (7 138 tonneaux) au point 2°35' S et 39°58' W (au large du golfe de Patos), le coulant après une longue poursuite à la position géographique de 2° 36′ S, 39° 43′ O. Pour le couler, il a fallu, outre les torpilles, plus de 120 obus de 120 mm (parmi l'équipage de Thayer, il y a eu 11 victimes). Le 11 avril, le Calvi torpille et canonne le navire à moteur norvégien Balkis (2 261 tonneaux), qui avait quitté Buenos Aires le 30 mars. Le sous-marin torpille le navire dans la cale n°2, à 7h30, à une soixantaine de milles nautiques (110 km) au nord de Fortaleza, le faisant couler en une demi-heure environ à la position géographique de 2° 30′ S, 38° 00′ O. Parmi les personnes à bord, 24 ont été secourues par des unités arrivées sur place. Le naufrage du Balkis, qui s'est produit dans les eaux brésiliennes, a été - avec d'autres attaques sous-marines au large des côtes brésiliennes - l'un des facteurs qui ont poussé cette nation à déclarer la guerre à l'Axe. Enfin, le 12 avril, le Calvi a coulé le pétrolier Ben Brush (7 691 tonneaux) à la position géographique de 4° 32′ S, 35° 03′ O,. Tout l'équipage du navire, 35 hommes, à l'exception d'un marin, a pu se sauver.
Le 2 juillet 1942, le sous-marin part pour sa dernière mission, sous le commandement du capitaine de frégate Primo Longobardo,. Le 14 juillet, il est parti à la recherche du convoi SL 115 (Sierra Leone-Royaume-Uni avec quatre unités d'escorte). Il l'a aperçu dans la soirée du lendemain mais il a été détecté par le radar des navires britanniques, dont l'un, le cotre HMS Lulworth, l'a attaqué en le forçant à plonger rapidement à 90 mètres. Les trois grenades sous-marines successives ont causé de graves dommages au Calvi, qui a coulé à environ 200 mètres, dérivant et s'inondant, risquant d'être détruit. Le commandant Longobardo a ordonné au sous-marin de faire surface pour tenter de réagir avec ses canons et, dans l'intervalle, de s'éloigner. Le sous-marin est éclairé par des projecteurs et les mitrailleuses du Lulworth fauchent les servants du canon arrière du Calvi, qui réagit en lançant deux torpilles avec les tubes de poupe, mais en vain. Le navire britannique tente d'enfoncer le sous-marin et la troisième fois détruit son hélice gauche, la bloquant. À ce moment, alors que le sous-marin est immobilisé et en flammes et que les canons fonctionnent à peine (seuls deux des servants du canon avant, le sous-lieutenant Villa et le sous-commandant Marchion, sont encore indemnes), le commandant Longobardo ordonne de s'enfoncer et d'abandonner le sous-marin, mais il est immédiatement tué (avec l'officier de navigation, le sous-lieutenant Guido Bozzi) par une décharge de mitrailleuse. Peu après, le commandant en second, le sous-lieutenant Gennaro Maffettone, qui dirigeait le tir du canon de poupe, est également mort, touché par un coup de feu et tombé à la mer, alors que sous le pont, le chef mécanicien, le capitaine du génie naval Aristide Russo, ouvrait les vannes de mer. Un canot de sauvetage du Lulworth, avec à son bord une équipe d'abordage dirigée par le lieutenant Frederick W. North, s'est approché du sous-marin et North y est entré, mais s'est heurté aux survivants dirigés par le capitaine Russo, qui l'ont empêché d'arrêter les manœuvres d'auto-sabordage déjà commencées. Le commandant en second Pietro Rini a ouvert un tube de torpille et l'eau s'est déversée, provoquant le rapide naufrage du Calvi. Le sous-marin a disparu sous la surface à 00h27 le 15 juillet, emportant avec lui plus de la moitié de l'équipage.
Parmi l'équipage du Calvi, 43 hommes sont morts, et 35 ont été sauvés (et capturés), quelques heures après le naufrage, par le sloop britannique HMS Bideford (L43). Dans le naufrage du sous-marin est également mort le commandant de l'équipe d'abordage britannique, le lieutenant North.
Le commandant Primo Longobardo et le sous-lieutenant Gennaro Maffettone ont reçu la Médaille d'or de la valeur militaire (Medaglia d'Oro al Valor Militare), tandis que la mémoire du capitaine Aristide Russo et du second chef Pietro Rini ont reçu la Médaille d'argent de la valeur militaire (Medaglia d'Argento al Valor Militare).
Au total, le Calvi avait effectué huit missions de guerre, couvrant 46 170 milles nautiques en surface et 1 817 milles nautiques sous l'eau, et coulant 6 navires marchands pour un total de 50 549 tonneaux.

## Palmarès
| Mission | Date             | Bateau             | Nation      | Tonnage en tonneaux | Notes                                                                         |
| ------- | ---------------- | ------------------ | ----------- | ------------------- | ----------------------------------------------------------------------------- |
| 3e      | 20 décembre 1940 | Carlton            | Royaume-Uni | 5 162               | Cargo du convoi OB 260; 4 survivants d'un équipage de 35 personnes            |
| 7e      | 25 mars 1942     | Tredinnick         | Royaume-Uni | 4 589               | Cargo, pas de survivant                                                       |
| 7e      | 1er avril 1942   | T.C. McCobb        | États-Unis  | 7 452               | Pétrolier; 24 morts; premier navire américain coulé par un sous-marin italien |
| 7e      | 9 avril 1942     | Eugene V.R. Thayer | États-Unis  | 7 138               | Pétrolier; 11 morts                                                           |
| 7e      | Avril 1942       | Balkis             | Norvège     | 2 161               | Cargo                                                                         |
| 7e      | Avril 1942       | Ben Brush          | Panama      | 7 691               | Pétrolier; 1 mort                                                             |
| Total:  | Total:           | Total:             | Total:      | 34 193 tonneaux     |                                                                               |